# Ichnotropis tanganicana
Espèce
Statut de conservation UICN

 DD  : Données insuffisantes
Ichnotropis tanganicana est une espèce de sauriens de la famille des Lacertidae.

## Répartition
Cette espèce est endémique de Tanzanie. Elle se rencontre près du lac Tanganyika.

## Description
L'holotype de Ichnotropis tanganicana mesure 38 mm, queue non comprise. Cette espèce a la face dorsale olive bronze avec quelques taches noirâtres transversales dans trois séries longitudinales sur la nuque et deux sur le corps. Sa face ventrale est blanche.

## Étymologie
Son nom d'espèce lui a été donné en référence au lieu de sa découverte, la côte est du Tanganyika.

## Publication originale
- Boulenger, 1917 : Descriptions of new lizards of the family Lacertidae. Annals and Magazine of Natural History, ser. 8, vol. 19, p. 277-279 (texte intégral).